# Pratiques éducatives ouvertes

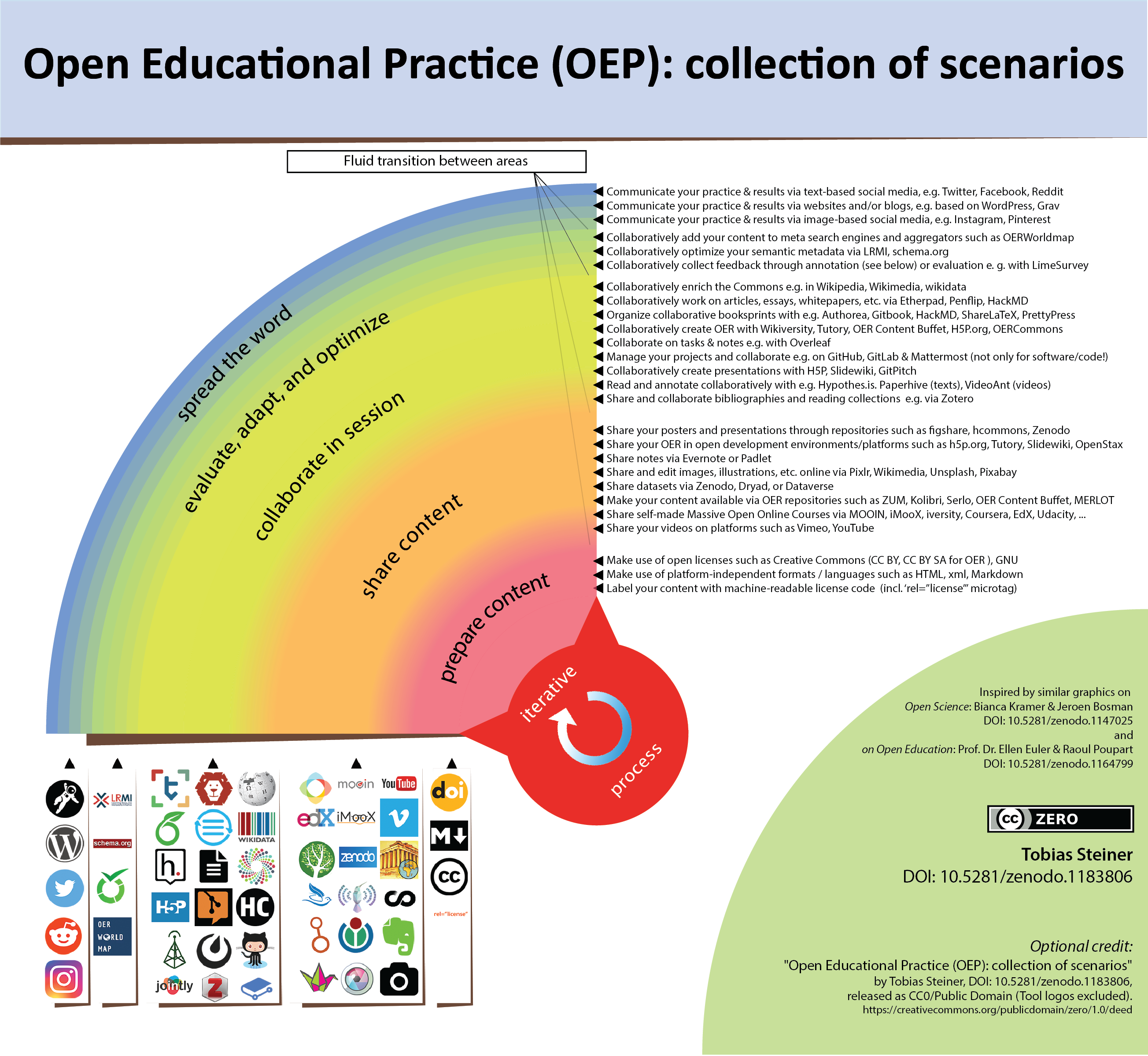
Diagramme illustrant des exemples de mise en pratique des pratiques éducatives ouvertes.

Les pratiques éducatives ouvertes (PEO) constituent des pratiques d'enseignement et d'apprentissage qui s'appuient sur des technologies ouvertes et participatives et des ressources éducatives libres (REL) afin de faciliter un apprentissage collaboratif et flexible.

## Contexte et description
Les PEO font partie du paysage plus large de l'éducation ouverte et d'une philosophie de l'ouverture. C'est un terme à plusieurs dimensions qui est souvent utilisé de manière interchangeable avec la pédagogie ouverte ou les pratiques ouvertes. Parce que les PEO ont émergé de l'étude des REL, il existe un lien étroit entre les deux concepts,. Les PEO, par exemple, impliquent souvent, mais pas toujours, l'application des REL au processus d'enseignement et d'apprentissage. Les pratiques éducatives ouvertes visent à aller au-delà de l'élargissement de l'accès aux REL et à examiner comment, dans la pratique, ces ressources soutiennent l'éducation et promeuvent la qualité et l'innovation dans l'enseignement et l'apprentissage,. Les PEO se concentre sur la reproduction/compréhension, reliant l'information, l'application, la compétence et la responsabilité plutôt que sur la disponibilité de bonnes ressources. Les PEO constituent un concept large qui peut être caractérisé par une gamme de pratiques pédagogiques collaboratives qui incluent l'utilisation, la réutilisation et la création de REL et qui utilisent souvent des technologies sociales et participatives pour l'interaction, l'apprentissage par les pairs, la création et le partage de connaissances., l'autonomisation des apprenants et le partage ouvert des pratiques d'enseignement,,.
Les PEO peuvent impliquer des étudiants participant à des communautés de production par les pairs en ligne dans le cadre d'activités destinées à soutenir l'apprentissage ou plus largement, tout contexte où l'accès à des opportunités éducatives par le biais de contenus et de services en ligne librement disponibles est la norme. Ces activités peuvent inclure (mais sans s'y limiter) la création, l'utilisation et la réutilisation de ressources éducatives libres et leur adaptation au contexte,. Les PEO peuvent également inclure le partage ouvert des pratiques pédagogiques  et viser « à élever la qualité de l'éducation et de la formation et à innover les pratiques éducatives au niveau institutionnel, professionnel et individuel ». La communauté des PEO comprend des professionnels de l'éducation (c'est-à-dire des enseignants, des techno-pédagogues), des chercheurs, des décideurs politiques, des gestionnaires/administrateurs d'organisations et des apprenants. Les REL sont souvent créées dans le cadre d'une stratégie de PEO et considérées comme une contribution à la transformation de l'apprentissage et des apprenants du XXIe siècle.

## Portée des pratiques éducatives ouvertes
Les pratiques éducatives ouvertes s'inscrivent dans le mouvement plus large de l'ouverture en éducation, qui est un concept évolutif façonné par l'évolution des besoins et des ressources disponibles des sociétés, des cultures, des géographies et des économies. Développer une définition précise est donc un défi. Les PEO sont parfois utilisées de manière interchangeable avec le terme de pédagogie éducative ouverte. Alors que les PEO incluent des pédagogies ouvertes représentées par des techniques d'enseignement, elles peuvent également incorporer des bourses d'études ouvertes, la conception de cours ouverts, la défense de l'éducation ouverte, la justice sociale, les données ouvertes, l'éthique et le droit d'auteur ». La création d'une base de données ou d'un référentiel de ressources éducatives ouvertes n'est pas une pratique éducative ouverte, mais peut faire partie d'une stratégie de pédagogie ouverte.
L'OEP peut être fondé sur le concept de pédagogies ouvertes tel que décrit par Hegarty et qui comprend:
1. Technologies participatives
2. Personnes, Ouverture, Confiance
3. Innovation et Créativité
4. Partager des idées et des ressources
5. Communauté connectée
6. Généré par l'apprenant
7. Pratique réflexive
8. Examen par les pairs

Nascimbeni & Burgos (2016) proposent une définition qui identifie des activités telles que la conception de cours, la création de contenu, la pédagogie et la conception d'évaluations comme des domaines pour introduire les PEO. Paskevicius propose également une autre définition:
« Pratiques d'enseignement et d'apprentissage où l'ouverture est mise en œuvre dans tous les aspects de la pratique pédagogique ; y compris la conception des résultats d'apprentissage, la sélection des ressources pédagogiques et la planification des activités et de l'évaluation. Les PEO engagent à la fois les professeurs et les étudiants dans l'utilisation et la création des REL, attire l'attention sur le potentiel offert par les licences ouvertes, facilite l'examen ouvert par les pairs et soutient les projets participatifs dirigés par les étudiants » (notre traduction).

### Définitions
Bien qu'il n'existe pas de définition canonique des pratiques éducatives ouvertes, divers groupes et universitaires proposent leurs interprétations ou leur point de vue sur le sujet. Selon l'une de ces définitions, ce sont des « pratiques qui soutiennent la (ré)utilisation et la production de REL à travers les politiques institutionnelles, qui contribuent à promouvoir des modèles pédagogiques innovants, à respecter et à responsabiliser les apprenants en tant que coproducteurs de leur parcours d'apprentissage tout au long de la vie ». Voici une liste de quelques autres définitions des PEO.
- L' initiative Open Educational Quality (OPAL) définit les pratiques éducatives ouvertes comme « l'utilisation de ressources éducatives libres pour améliorer la qualité de l'éducation et de la formation et innover les pratiques éducatives au niveau institutionnel, professionnel et individuel »[3].
- Le Conseil international pour l'éducation ouverte et à distance (ICDE) : « Les pratiques éducatives ouvertes sont définies comme des pratiques qui soutiennent la production, l'utilisation et la réutilisation de ressources éducatives libres (REL) de haute qualité par le biais de politiques institutionnelles, qui promeuvent des modèles pédagogiques innovants, et respectent et responsabiliser les apprenants en tant que coproducteurs sur leur parcours d'apprentissage tout au long de la vie »[11].
- L'équipe de soutien et d'évaluation des REL du Royaume-Uni suggère que (par rapport à l'ICDE) « une définition plus large engloberait toutes les activités qui ouvrent l'accès à des opportunités éducatives, dans un contexte où le contenu et les services en ligne librement disponibles (qu'ils soient "ouverts", "éducatifs" ou pas) sont considérés comme la norme ».
- L'Institut pour l'étude de la gestion des connaissances dans l'éducation (ISKME) définit les pratiques éducatives ouvertes (PEO ) comme un ensemble de compétences en collaboration, conservation, conception de programmes et en leadership sur l'utilisation des ressources éducatives libres. Les PEO renforcent la capacité des éducateurs à utiliser les REL pour améliorer les programmes, l'enseignement et la pédagogie, et pour acquérir des compétences dans la conservation des ressources numériques et la création de programmes, et pour collaborer activement et défendre des approches innovantes de l'éducation ouverte et des REL. ISKME développe la Open Educational Practice Rubric pour articuler les principaux objectifs d'apprentissage liés à l'intégration des REL et aux pratiques éducatives ouvertes dans l'amélioration et dans le leadership de l'enseignement et de l'apprentissage[20].
- Le Center for Open Learning and Teaching (Université du Mississippi) déclare que « les pratiques éducatives ouvertes ( PEO)sont des techniques d'enseignement qui initient les étudiants aux communautés de production par les pairs en ligne. Ces communautés (par exemple, Wikipedia, YouTube, Open Street Map) hébergent des communautés dynamiques et offrent des environnements d'apprentissage riches »[réf. nécessaire].
- La Fondation européenne pour la qualité de l'apprentissage en ligne (EFQUEL) écrit que les pratiques éducatives ouvertes sont "la prochaine phase du développement des REL qui verra un passage d'une focalisation sur les ressources à une focalisation sur les pratiques éducatives ouvertes étant une combinaison d'utilisation de ressources ouvertes et des architectures d'apprentissage ouvertes pour transformer l'apprentissage en environnements d'apprentissage du XXIe siècle dans lesquels les universités, les apprenants adultes et les citoyens ont la possibilité de façonner leurs parcours d'apprentissage tout au long de la vie de manière autonome et autoguidée »[12].
- La déclaration sur l'éducation ouverte du Cap (avec plus de 2 500 signataires) se lit comme suit : « l'éducation ouverte ne se limite pas aux seules ressources éducatives ouvertes. Il s'appuie également sur des technologies ouvertes qui facilitent l'apprentissage collaboratif et flexible et le partage ouvert des pratiques d'enseignement qui permettent aux éducateurs de bénéficier des meilleures idées de leurs collègues. Il peut également se développer pour inclure de nouvelles approches d'évaluation, d'accréditation et d'apprentissage collaboratif »[réf. nécessaire].

## Impact social
Certains chercheurs affirment que l'étendue des définitions à travers lesquelles les PEO sont décrites nuit à la capacité des chercheurs à mesurer l'impact de celles-ci. D'autres, cependant, ont entrepris des projets explorant et documentant les PEO qui démontrent les domaines d'impact potentiels. Par exemple, l'adoption des PEO  peut conduire à des opportunités d'apprentissage collaboratif grâce aux possibilités des outils Web 2.0.[réf. nécessaire] Les PEO  peuvent soutenir une pédagogie innovante en tant qu'extension des pratiques d'enseignement et d'apprentissage. Dans ce contexte, ouvert fait également référence à l'environnement d'apprentissage où l'apprenant fixe ses propres objectifs plutôt que d'être limité par ceux fixés de l'extérieur (un environnement fermé). De plus, les PEO ont montré un potentiel d'utilisation pour résoudre les problèmes de justice sociale grâce à un accès accru, la modification pour l'inclusion de voix diverses, et la démocratisation des conversations savantes.

### PEO et apprentissage collaboratif
La présence d'une expérience de création de connaissances partagées est une caractéristique incluse dans la plupart des définitions de l'OEP. La participation en réseau qui a lieu lorsque les apprenants travaillent ensemble dans une communauté pour créer des connaissances peut entraîner une participation accrue des étudiants, . Les artefacts créés contribuent à la communauté au-delà des murs de la salle de classe, quelque chose décrit dans la théorie de la construction des connaissances comme ajoutant de la valeur au travail des élèves, même au-delà de son utilisation comme évaluation de la compréhension des élèves.

### PEO et pédagogie Innovante
Une grande partie de l'impact de l'OEP est le résultat du "rôle transformationnel" de la collaboration entre les instructeurs et les étudiants. Les pratiques éducatives ouvertes peuvent également fournir l'expérience et les outils pour aider à combler le fossé entre l'apprentissage formel et informel, et potentiellement un programme d'études open source ou un programme émergent. L'utilisation de ces outils et de cette expérience facilite les pratiques pédagogiques innovantes, ce qui entraîne des avantages au-delà de la simple maîtrise du contenu des cours. Par exemple, Nusbaum décrit un projet dans lequel les étudiants ont été invités à modifier le manuel sous licence ouverte utilisé dans leur cours de psychologie. Ces modifications des étudiants ont diversifié le contenu et ont contribué à créer une ressource plus représentative du contexte dans lequel les étudiants suivaient le cours.

### PEO et justice sociale
La recherche continue de documenter l'impact des PEO  dans la résolution des problèmes de justice sociale,. Cronin et McLaren ont découvert que l'incorporation de PEO peut conduire à une sensibilisation, une utilisation et une création accrues de ressources éducatives ouvertes, allégeant les coûts élevés des manuels qui créent des obstacles à l'éducation pour certains étudiants. Les voix des étudiants incorporées par l'OEP peuvent diversifier le contenu du cours, l'enseignement, l'apprentissage et le matériel de recherche. Nusbaum (2020) a constaté que la diversification du contenu les PEO contribue à un meilleur sentiment d'appartenance pour les étudiants suivants utilisant la ressource. Adopter les PEO offre des avantages en matière de justice sociale, mais il est important de penser à la justice sociale de manière critique. Pour ce faire les travaux de Lambert (2018), Hodgkinson-Williams et Trotter  et Bali et al.  est éclairant. Lambert, par exemple, soutient que les initiatives axées sur la technologie ne peuvent être utiles que lorsqu'il y a une prise de conscience et une volonté des sociétés, des gouvernements et des individus d'apporter des changements pour remédier aux injustices sociales. L'éducation ouverte dans l'apprentissage en ligne n'est pas abordable par défaut pour les apprenants défavorisés, cela doit être intégré avec soin et sensibilisation. Elle présente sa propre définition des PEO encadrée dans une perspective de justice sociale :
L'éducation ouverte est le développement de matériels et d'expériences d'apprentissage numériques gratuits principalement par et pour le bénéfice et l'autonomisation des apprenants non privilégiés qui peuvent être sous-représentés dans les systèmes éducatifs ou marginalisés dans leur contexte mondial. Le succès des programmes alignés sur la justice sociale peut être mesuré non pas par une caractéristique ou un format technique particulier, mais plutôt par la mesure dans laquelle ils promulguent la justice redistributive, la justice de reconnaissance et/ou la justice représentative 
Cette définition inclut l'idée d'injustice sociale, reprise des travaux de Fraser   sur la justice anormale. Fraser a créé un modèle de justice tripartite fondé sur trois piliers, la redistribution, la reconnaissance et la représentation. Ces piliers sont repris par Lambert et réinterprétés dans le cadre de l'éducation ouverte :
- Justice redistributive – Cette dimension est liée aux inégalités économiques. Cela implique l'attribution de ressources éducatives gratuites ou de ressources humaines à des salariés qui, autrement, ne pourraient pas se les permettre. Si possible, un soutien supplémentaire gratuit pour les apprenants devrait être disponible [27]
- Justice de reconnaissance – Cette dimension concerne les inégalités culturelles et implique le respect et la reconnaissance des différences culturelles et de genre. Il y a un devoir de reconnaître la diversité culturelle, éthique et religieuse lors de la conception du programme, tout le monde doit se sentir reconnu dans le programme. L'implication de ce principe serait de concevoir du matériel pédagogique en gardant à l'esprit les apprenants et leurs besoins[27].
- Justice représentative – Cette dimension est liée à l'exclusion politique dans l'éducation. Il est basé sur le principe d'autodétermination, selon lequel les groupes défavorisés et marginalisés devraient présenter eux-mêmes leurs propres histoires, plutôt que racontées par d'autres. Cela implique une représentation équitable et une voix politique. Cela implique de concevoir avec des représentants de la communauté si possible[27].

## Niveau d'ouverture
Les niveaux d'ouverture dans la pratique éducative peuvent être observés sur un continuum, sur un processus continu de prise de décision, et non universellement expérimentés. La trajectoire vers l'OEP se situe entre l'application de modèles pédagogiques ouverts, l'utilisation des REL et la création de création de REL  dans une fourchette allant de bas à haut :
- Faible - les enseignants pensent qu'ils savent ce que les apprenants doivent apprendre. Un accent sur le transfert de connaissances
- Moyen - Objectifs prédéterminés (environnement fermé  ) mais, en utilisant des modèles pédagogiques ouverts et encourager le dialogue et l'apprentissage par problèmes.
- Élevé - Objectifs d'apprentissage et parcours fortement régis par les apprenants.

Les personnes engagées dans l'OEP négocient entre des questions concurrentes lorsqu'elles prennent des décisions pédagogiques au niveau macro (global), méso (niveau communautaire/réseau), micro (niveau individuel) et nano (interaction). À chacun de ces niveaux, les individus se posent des questions telles que : Vais-je partager ouvertement ? Avec qui vais-je partager ? En tant que qui vais-je partager ? Vais-je partager cela ?

## Initiative

### Le Consortium OLCOS
| Membres OLCOS                                             | Pays       |
| --------------------------------------------------------- | ---------- |
| Centre européen pour la compétence médias                 | Allemagne  |
| Réseau européen d'apprentissage à distance et en ligne    | Hongrie    |
| FernUniversität Hagen                                     | Allemagne  |
| Groupe Mediamaisteri                                      | Finlande   |
| Université ouverte de Catalogne                           | Espagne    |
| coordinateur du projet Salzburg Research / EduMedia Group | L'Autriche |

Le projet Open e-Learning Content Observatory Services (OLCOS) est une action transversale dans le cadre du programme européen eLearning.
La feuille de route OLCOS se concentre sur les pratiques éducatives ouvertes, fournissant une orientation et des recommandations aux décideurs de l'éducation sur la manière de développer l'utilisation des REL. Pour bénéficier davantage des REL, il faut mieux comprendre comment leur rôle pourrait promouvoir l'innovation et le changement dans les pratiques éducatives.
La feuille de route affirme que le fait d'offrir des REL au modèle dominant de transfert de connaissances centré sur l'enseignant aura peu d'effet pour doter les enseignants, les étudiants et les travailleurs des connaissances et des compétences requises dans l'économie du savoir et de l'apprentissage tout au long de la vie. Le téléchargement de matériel pédagogique ouvert et accessible sur le Web pour les classes et la poursuite d'un canal de fourniture de contenu à sens unique refléteront probablement le peu d'impact obtenu en ce qui concerne l'évolution des pratiques éducatives à la suite des investissements massifs dans l'infrastructure d'apprentissage en ligne par les établissements d'enseignement. Les pratiques éducatives ouvertes visent à fournir un paradigme d'apprentissage constructiviste axé sur les compétences et à promouvoir un engagement créatif et collaboratif avec du contenu, des outils et des services numériques pour répondre aux connaissances et aux compétences requises aujourd'hui.

### But
Le Centre de soutien pour les ressources ouvertes dans l'éducation (SCORE) de l'Open University (Royaume-Uni) est la deuxième grande initiative à être financée par le Higher Education Funding Council for England (Hefce). (Le premier étant le programme UKOER, géré conjointement par le Joint Information Systems Committee (JISC) et la Higher Education Academy (HEA)).
Les discussions et les actions sont passées de la manière dont les ressources éducatives libres sont publiées à la manière dont elles sont utilisées. Placer les REL comme catalyseur, dans un ensemble plus large de pratiques éducatives ouvertes. Sur une période de trois ans, SCORE a lancé une série d'activités et d'événements qui ont impliqué plusieurs centaines de praticiens de l'éducation de la majorité des établissements d'enseignement supérieur en Angleterre.
On s'est intéressé à la façon dont les praticiens de l'éducation accepteraient et intégreraient les ressources ouvertes dans leurs pratiques (Geser, 2007 dans  ). Le partage est au cœur de la philosophie REL et probablement des PEO  et donc les activités collectives et coopératives entre les personnes et les institutions sont susceptibles d'être un facteur clé dans la durabilité de telles pratiques. SCORE rapporte qu'il a réussi à rehausser le profil des REL et des PEO au sein des établissements d'enseignement supérieur britanniques en aidant les communautés de pratique existantes et en créant de nouvelles communautés de pratique pour former un réseau de pratique beaucoup plus large qui sera soutenu par ses participants.

## Défis
L'adoption de pratiques éducatives ouvertes pose de nombreux défis. Certains aspects comme la technologie ont reçu une plus grande attention que d'autres  mais tous les facteurs ci-dessous inhibent l'utilisation généralisée des pratiques éducatives ouvertes :
- Technologie - Absence ou insuffisance d'investissements dans l'accès à large bande ainsi que dans les logiciels et le matériel à jour
- Modèle commercial - REL et PEO peuvent entraîner un coût important pour le fournisseur. Généralement, les modèles financiers se concentrent sur la technologie, mais ils doivent également tenir compte du personnel ; c'est-à-dire ceux qui créent, réutilisent, mélangent et modifient le contenu.
- Loi et politique - Il existe soit une ignorance des licences d'accès ouvert, telles que la licence Creative Commons et la licence publique Gnu, et/ou des droits de propriété intellectuelle restrictifs qui limitent le développement des PEO
- Pédagogie - Les modèles traditionnels d'apprentissage sont centrés sur l'enseignant  où les enseignants dispensent des connaissances aux étudiants, et les enseignants/professeurs peuvent ne pas savoir comment intégrer les PEO dans les cours.
- Évaluation de la qualité - Il n'existe pas de moyen rapide et universel d'évaluer la qualité des REL. MERLOT, basé sur le processus d'examen par les pairs universitaires, n'a examiné que 14 % des documents soumis.
- Impérialisme culturel - On craint que les institutions occidentales utilisent les PEO pour concevoir des cours éducatifs pour les pays en développement.
- Aborder les questions de justice sociale - Cette dimension des PEO implique un travail délibéré, elle doit être une dimension qui est construite dans la pratique et les REL informées par les théories de la justice sociale. Par conséquent, une section dédiée à la justice sociale dans les PEO est nécessaire.

### Stratégies et recommandations
Pour qu'il y ait une adoption généralisée des PEO, la politique juridique et éducative entourant es PEO doit changer doit devenir durable.
- Financement - Élaborer un modèle de financement durable pour les PEO  qui traite de la technologie et de la dotation en personnel. Divers modèles de financement à l'étude et exemples.
  - Modèle de dotation, par exemple le Stanford Encyclopedia of Philosophy Project.
  - Modèle d'adhésion, par exemple Programme de partenaires éducatifs Sakai où les organisations membres paient une cotisation.
  - Modèle de dons, par exemple Wikipédia et Fondation Apache. Même si Apache l'a modifié pour qu'il y ait des frais pour certains services.
  - Modèle de conversion, par exemple Redhat, Ubuntu, SuSe. Ils convertissent les abonnés gratuits en clients payants pour des fonctionnalités et une assistance avancées.
  - Modèle de rémunération des contributeurs, par exemple Public Library of Science (PLoS) où les contributeurs paient le coût de maintien de la contribution.
  - Modèle de parrainage, par exemple MIT iCampus Outreach Initiative, qui est parrainé par Microsoft et China Open Resources for Education, et Stanford sur iTunes, qui est parrainé par Stanford et Apple. Ils sont gratuits pour les utilisateurs avec des messages commerciaux par des sponsors.
  - Modèle institutionnel, par exemple Projet MIT OpenCourseWare.
  - Modèle de gouvernement incluant les programmes des Nations unies, par exemple Projet Rescol canadien.
  - Partenariat et échange, par exemple Les universités travaillent ensemble pour créer des systèmes de REL.

- Droit et politique - En termes de droit, il devrait y avoir un mandat de libre accès pour la recherche partiellement ou entièrement financée par des fonds publics. Les enseignants et les chercheurs devraient également être mieux informés de leurs droits de propriété intellectuelle. Les chercheurs et les enseignants qui utilisent des fonds publics devraient signer des droits d'auteur non exclusifs afin que leurs institutions mettent leurs travaux à disposition sous des licences appropriées.
- Les défenseurs ouverts devraient exiger des partenariats public-privé
- Construire des parties prenantes -
- Évaluation de la qualité -
- Pédagogie - Aider les enseignants à changer pour faciliter l'utilisation de l'OEP afin de mettre l'accent sur les compétences, les connaissances et les aptitudes en développement des apprenants. Par conséquent, l'enseignement n'est plus centré sur l'éducateur, mais plutôt sur ce que les apprenants peuvent faire par eux-mêmes.